# Schulze-metoden

exempel på en röstsedel

Schulze-metoden (även Beatpath-metoden, eller Path Voting) är en jämförande röstningsmetod, ett valsystem, utvecklad av Markus Schulze år 1997. Metoden väljer ut en segrare från preferens- eller rangordningsröster.
Om en av kandidaterna parvis vinner över alla andra kandidater så garanterar Schulze-metoden att denna kandidat vinner omröstningen. Detta betyder att metoden uppfyller Condorcet-kriteriet och därmed är en Condorcet-metod.
Varje röstsedel innehåller en komplett lista av kandidaterna och den som röstar rangordnar kandidaterna som den föredrar. Det vanligaste sättet att rangordna är att man sätter en 1:a för den men föredrar mest, 2:a för näst mest, och så vidare. Den som röstar kan ...
1. ... ge två kandidater samma rang. Detta betyder att den som röstar föredrar båda kandidaterna lika mycket.
2. ... låta bli att rangordna vissa kandidater. Detta tolkas som att den som röstar föredrar alla som rangordnats framför de som inte har rangordnats; och att den föredrar alla som inte rangordnats lika lite.

## Heuristik
Flera heuristiker har blivit föreslagna men huvudsakligen en av de två som kallas Vägheuristiken, eller Schwartz' mängdheuristik används. Användandet av heuristikerna ger samma resultat men skiljer sig åt i beräkningsgångarna.

## Användning av Schulze-metoden
För närvarande används inte Schulze-metoden i något parlamentariskt val. Metoden används dock av olika organisationer för interna omröstningar, bland andra svenska Piratpartiet, som använder den för att fastställa kandidater på valsedlar.
- Annodex [5]
- Blitzed [6]
- BoardGameGeek[7][8][9][10]
- Apache Cassandra [11]
- Codex Alpe Adria [12]
- College of Marine Science [13]
- Computer Science Departmental Society for York University (HackSoc) [14]
- County Highpointers [15]
- Debian [16][17]
- Demokratische Bildung Berlin [18]
- Digital Freedom in Education and Youth [19]
- EuroBillTracker [20][21][22][23][24]
- European Democratic Education Conference [25]
- Fair Trade Northwest [26]
- Free Hardware Foundation of Italy [27][28]
- Free Software Foundation Europe (FSFE) [29][30][31]
- Gentoo Foundation [32][33][34][35][36][37]
- GNU Privacy Guard (GnuPG) [38]
- Gothenburg Hacker Space (GHS) [39]
- Graduate Student Organization at the State University of New York: Computer Science (GSOCS) [40]
- Haskell[41]
- Kanawha Valley Scrabble Club [42]
- KDE e.V. [43]
- Kingman Hall [44]
- Knight Foundation [45]
- Kumoricon [46]
- League of Professional System Administrators (LOPSA) [47]
- Libre-Entreprise [48]
- Lumiera/Cinelerra [49]
- Mason Apollonic Society [50]
- Mathematical Knowledge Management Interest Group (MKM-IG) [51]
- Metalab [52]
- Music Television (MTV) [53]
- Neo-Tastaturbelegung [54]
- netznetz [55]
- Noisebridge [56]
- North Shore Cyclists (NSC) [57]
- OpenCouchSurfing [58]
- Park Alumni Society (PAS)
- Piratpartiet [1][2][3][4]
- Pitcher Plant of the Month
- Pittsburgh Ultimate [59]
- RPMrepo [60]
- Sender Policy Framework (SPF) [61]
- Software in the Public Interest (SPI) [62]
- Squeak [63]
- Students for Free Culture [64]
- Sugar Labs [65]
- TopCoder [66]
- Ubuntu [67]
- VoteIT [68]
- WikIAC [69]
- Wikimedia Foundation [70]
- Wikipedia på Franska,[71] Hebreiska,[72] Ungerska,[73] Ryska,[74] och Spanska[75]

Den här artikeln är helt eller delvis baserad på material från engelskspråkiga Wikipedia, tidigare version.